# 대한민국-레바논 관계
대한민국과 레바논은 1981년에 외교 관계를 수립하였다.

## 상세
대한민국은 1970년에 레바논 베이루트에 통상대표부를 설치하였고, 1981년에 대사관을 설립하였다. 레바논 내전 이후 2007년 7월에 유엔 평화 유지 활동을 위해서 대한민국 레바논 평화 유지단을 파병하였다. 이는 현재까지 이어져오고 있다.

## 연혁
- 1970년 주레바논 통상대표부 설치[3]
- 1981년 외교관계 수립[4]

## 같이 보기
- 대한민국의 대외 관계
- 주레바논 대한민국 대사관
- 주한 레바논 대사관